# 上原政二
上原政二（うえはらせいじ、1948年（昭和23年）- ）は、日本の実業家。
ネットワンシステムズ株式会社、メディアネット株式会社、株式会社ネットワールド、スリーコム株式会社（後のネクストコム株式会社、現三井情報株式会社）、テレコム・デバイス株式会社（後のビーツービー通信株式会社）、株式会社モビスタの創業者。

## 来歴
- 1948年（昭和23年）群馬県太田市に生まれる。1970年（昭和45年）早稲田大学理工学部工業経営学科卒業後　（大学卒業については下記参照）、日本アイ・ビー・エム株式会社入社する。
- 1982年（昭和57年）日本アイ・ビー・エム㈱を退職し、アンガマン・バス株式会社に入社、取締役営業本部長を経て、1986年（昭和61年） 同社代表取締役に就任。現在のIT業界ネットワークインテグレーション市場において主要企業となるネットワンシステムズ株式会社、スリーコム株式会社（後のネクストコム株式会社、現三井情報株式会社）、株式会社ネットワールド等を設立し、代表取締役を歴任した。日本国内におけるネットワークインテグレーターのビジネスモデル、シスコシステムズ、スリーコム、アセンド・コミュニケーションズ（現ルーセント・テクノロジーズ）社等の製品取り扱いで成功をした実績から1980年代後半から1990年代にかけて業界の草分けとして評価を得た。又通産省産業構造審議会情報産業部会情報化人材対策小委員会委員、経済産業省四国経済産業局審査委員、独立行政法人中小基盤整備機構四国支部プロジェクトマネージャー、インターネット協会理事、ネットワーク協議会副会長等を歴任した。
- 1995年以降、ネクストコム株式会社（現三井情報株式会社）での自社製品事業の失敗と代表取締役の退任、ビーツービー通信㈱の破産、㈱モビスタの解散と事業の失敗が続いた。そして、2008年（平成20年）4月、高松地方検察庁に㈱モビスタでの業務上横領罪で起訴[1]され、2008年10月、高松地方裁判所から懲役5年の判決を受けた。[2]

### 略歴
- 1948年（昭和23年） - 群馬県太田市に生まれる
- 1970年（昭和45年）3月 - 早稲田大学理工学部工業経営学科卒業　（大学卒業については下記参照）
- 1970年（昭和45年）4月 - 日本アイ・ビー・エム㈱入社
- 1982年（昭和57年） - アンガマン・バス株式会社入社
- 1986年（昭和61年） - アンガマン・バス株式会社代表取締役に就任
- 1988年（昭和63年）2月 - 三菱商事株式会社と合弁でネットワンシステムズ株式会社を設立、代表取締役社長に就任
- 1989年（平成元年） - メディアネット㈱を設立
- 1990年（平成2年）8月 - ㈱ネットワールドを設立、代表取締役に就任
- 1991年（平成3年）6月 - スリーコム㈱を設立、代表取締役に就任
- 1993年（平成5年） - テレコム・デバイス㈱設立
- 1994年（平成6年）6月 - 米国3comとの資本関係を解消し、社名をスリーコム㈱からネクストコム㈱へ変更
- 1997年（平成9年） - テレコム・デバイス㈱の代表取締役に就任
- 1999年（平成11年）12月 - テレコム・デバイス㈱、KDD（現KDDI）と資本及び業務提携を発表[3]
- 2000年（平成12年）1月 - テレコム・デバイス㈱をビーツービー通信株式会社へ社名変更
- 2000年（平成12年）3月 - ネクストコム㈱代表取締役を退任
- 2001年（平成13年）3月12日 - ビーツービー通信株式会社とインターネット・プロ株式会社の合併発表[4][5]
- 2001年（平成13年）5月30日 - ビーツービー通信㈱の業務停止[6]
- 2001年（平成13年）7月27日 - ビーツービー通信㈱が破産宣告通知（事件番号：平成13年（フ）第8244号／申立年月日平成13年7月27日）
- 2005年（平成17年）6月 - 株式会社エヌ・ティ・ティ・ドコモ四国、株式会社穴吹工務店の出資を受け、香川県高松市に株式会社モビスタを設立
- 2007年（平成19年）11月 - 東京都内カードシステム機器等の開発設計会社の社長を務める（11月8日～11月27日）[7]
- 2007年（平成19年）12月 - ㈱モビスタを解散
- 2008年（平成20年）4月8日 - 高松地方検察庁に業務上横領罪で起訴
- 2008年（平成20年）6月9日 - 高松地方検察庁に別会社での資金着服により業務上横領罪で追起訴
- 2008年（平成20年）9月26日 - 高松地方裁判所から懲役5年の判決を受ける

### 大学卒業
- 大学卒業に関して、1966年（昭和41年）早稲田大学理工学部工業経営学科卒業という記録と1966年（昭和41年）宇都宮大学工学部卒業という2つの記録が残っている。前者の早稲田大学理工学部工業経営学科卒業という記録は『週刊BCN vol.764』の「ベンチャーの「夢」追いかける」というインタビュー記事の経歴欄や1999年12月20日のKDD（現KDDI）プレスリリース[3]で確認ができる。後者の宇都宮大学工学部卒業という記録は、財団法人東予産業創造センター主催の2004年2月15日、ビジネスセミナー＆交流会のセミナーや2004年2月24日、新事業展開支援セミナー＆中小企業経営相談会のセミナー講師を務めた際の経歴[8][9]で確認することができる。どちらの記録が正しいか現在不明である。（※本項では週刊BCNの記事、KDDIのプレスリリースに記載のあった前者の記録で記載を行っている）

### 起訴
- 2008年（平成20年）4月8日 起訴内容

高松地方検察庁は、株式会社モビスタ（2007年12月に解散）の社長だった2005年6月と同年9月に同社の銀行口座から出資金の計1億2,800万円を引き出し、自分名義の銀行口座に振り込む等して着服した業務上横領罪容疑で起訴。
- 2008年（平成20年）6月9日 追起訴内容

高松地方検察庁は、2007年、東京都内のカードシステム機器等の開発設計会社の社長を務めていた2007年11月8日～同27日までの間、同社の銀行口座から計560万円を引き出した業務上横領罪容疑で追起訴。上原政二は、調べに対し「モビスタの資金の穴埋めのために引き出した。株取引に使った」と供述し、公判では「私利私欲のためではなく、会社を成功させるためにやった」と起訴事実を認めた。

### 判決
- 2008年9月26日、高松地方裁判所、大野洋裁判官は「会社の金を自分の金同然に考え、個人の株式投資の元手に回すなど動機に酌量の余地はない」などと述べ、懲役5年（求刑懲役6年）を言い渡した。判決によると、上原被告は2005年6月と9月の2回、社長を務める高松市の会社名義の普通預金口座から計1億2,800万円を横領した。2007年11月には社長を務めた別の会社名義の口座からも4回に渡り計560万円を横領した。[2]

## 設立した企業
| 設立企業                     | 設立年 | 上原政二が就任した役職       | 設立時の主要株主                                                     | 設立企業の現在 |
| ---------------------------- | ------ | ---------------------------- | -------------------------------------------------------------------- | --- |
| ネットワンシステムズ株式会社 | 1988年 | 代表取締役社長（兼務）       | 三菱商事㈱（50％） アンガマン・バス㈱（50％）                        | 2008年3月現在、東京証券取引所第一部に上場 資本金：122億7,900万円、売上高：1,116億8,700万円、従業員数：1,570人                                                                            |
| メディアネット株式会社       | 1989年 | 取締役                       | ネットワンシステムズ㈱ 上原政二                                      | 1992年、メディア通信システム株式会社に社名変更 2005年、ネットワンシステムズ㈱に吸収合併                                                                                                  |
| 株式会社ネットワールド       | 1990年 | 代表取締役社長               | 三菱商事㈱（45％） 株式会社大塚商会（45％） 日本電気株式会社（10％） | 2008年12月現在、資本金：5億8,500万円、売上：373億円、従業員数：314名 主要株主は㈱大塚商会、株式会社マクニカ、住友商事株式会社                                                            |
| スリーコム株式会社           | 1991年 | 代表取締役社長               | 米国3com（100％）                                                    | 1994年、3comとの資本関係を解消し、ネクストコム㈱に社名変更 1996年、株式会社CSK（現株式会社CSKホールディングス）と資本提携[10] 2007年、三井情報開発株式会社と合併し、三井情報㈱へ社名変更 |
| テレコム・デバイス株式会社   | 1993年 | 1997年、代表取締役社長に就任 | 上原政二                                                             | 2000年、ビーツービー通信㈱へ社名変更後、2001年、破産宣告通知 |
| 株式会社モビスタ             | 2005年 | 代表取締役社長               | ㈱エヌ・ティ・ティ・ドコモ四国 ㈱穴吹工務店                          | 2007年、会社解散 |

## 主な書籍
- 『異機種接続とLAN　絵解き読本』（監修:上原政二）オーム社、1989年5月。ISBN 4274032442
- 『異機種接続とPCNET 絵解き読本』（監修:上原政二）オーム社、1991年1月。ISBN 4274076334
- 『標準LAN教科書（上・下）』（監修:上原政二）アスキー、1998年4月。ISBN 475611797X
- 『オープンシステム（上・下）』（監修:上原政二）アスキー、1997年2月。ISBN 4756102565
- 『ネットワークスペシャリストテキスト』（監修:上原政二）リックテレコム、2000年4月。ISBN 4897974925